# شامه‌یوو
شامه‌یوو (انگلیسی: Shameyevo) یک شهرک در شهرستان بلاگووارسکی باشقیرستان کشور روسیه است.